# Cilicaea caniculata
Cilicaea caniculata är en kräftdjursart som först beskrevs av G. Thomson 1879.  Cilicaea caniculata ingår i släktet Cilicaea och familjen klotkräftor.
Artens utbredningsområde är havet kring Nya Zeeland. Inga underarter finns listade i Catalogue of Life.